# Marcinkowo (gmina w powiecie olsztyńskim)
Marcinkowo – dawna gmina wiejska istniejąca w latach 1946–1954 w woj. olsztyńskim (dzisiejsze woj. warmińsko-mazurskie). Siedzibą władz gminy było Marcinkowo.
Gmina Marcinkowo powstała po II wojnie światowej na terenie tzw. Ziem Odzyskanych. 28 czerwca 1946 roku jako jednostka administracyjna powiatu olsztyńskiego gmina weszła w skład nowo utworzonego woj. olsztyńskiego. Według stanu z 1 lipca 1952 roku gmina była podzielona na 12 gromad: Giławy, Grabowo, Grodzkowo, Jedzbark, Klucznik, Marcinkowo, Nerwik, Pajtuny, Prejłowo, Purda, Purdka i Wyrandy.
Gmina została zniesiona 29 września 1954 roku wraz z reformą wprowadzającą gromady w miejsce gmin. Jednostki nie przywrócono 1 stycznia 1973 roku po reaktywowaniu gmin.
Nie mylić z pobliską (dawną) gminą Marcinkowo w powiecie mrągowskim.